# Phê Mị Thuế
Phê Mị Thuế hay Bề Mi Thuế (tiếng Phạn: परमेश्वरवर्मन् १, Paramesvaravarman I, tiếng Trung: 波羅密首羅跋摩一世, trị vì: 965 - 982) là một vị vua Champa của triều đại thứ sáu.

## Trị vì

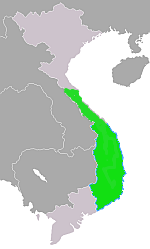
Lãnh thổ Champa trước khi bỏ kinh đô Indrapura.

Phê Mị Thuế kế nhiệm người tiền nhiệm là Nhân Di Bàn vào năm 965. Theo Tống sử, ông đã bốn lần sai sứ giả đến gửi cống vật cho triều đình Bắc Tống vào các năm 972, 973. 974 và 976.
Năm 979, phò mã Ngô Nhật Khánh nhà Đinh vì có hiềm khích với vua nên đã xúi giục Phê Mị Thuế tấn công nước Đại Cồ Việt qua hai cửa biển Đại Ác và Tiểu Khang, nhưng gặp bão và thuyền bị đắm gần hết, Ngô Nhật Khánh chết đuối, chỉ có thuyền của vua thoát nạn trở về.
Năm 982, vua Lê Đại Hành của Đại Cồ Việt đã cử Từ Mục, Ngô Tử Canh sang Indrapura đi sứ nhưng các sứ thần bị bắt giam, khiến vua Lê Đại Hành tức giận, quyết định thân chinh đánh Champa: đóng thuyền chiến, sửa binh khí, tự làm tướng đi đánh. Quân Đại Cồ Việt đã chém được Phê Mị Thuế, tàn phá, san phẳng kinh đô Indrapura (làng Đồng Dương, Thăng Bình, Quảng Nam ngày nay), phá bỏ tôn miếu, buộc người Chăm phải bỏ Indrapura. Kinh đô mới được dời xuống Vijaya (Bình Định ngày nay).
Cái chết của Phê Mị Thuế mở đầu sự suy yếu của vương quốc Champa. Sau khi người Chăm rời bỏ kinh đô Indrapura, mâu thuẫn giữa Chăm Pa và Đại Cồ Việt vẫn không chấm dứt.